# Ensayo de cortocircuito
En ingeniería eléctrica, el ensayo de cortocircuito es un método utilizado para determinar los parámetros del circuito equivalente de un transformador real.

## Método

Circuito equivalente simplificado de un transformador real.

La prueba se lleva a cabo desde el lado de alta tensión del transformador, mientras el lado de baja tensión está cortocircuitado. El voltaje de suministro requerido para circular la corriente nominal a través del transformador es normalmente muy pequeño, del orden de unos cuantos porcentajes del voltaje nominal y este voltaje del 5 % está aplicado a través de primario. Las pérdidas en el núcleo son muy pequeñas porque el voltaje aplicado puede ser despreciado. Así, el vatímetro solo medirá las pérdidas en el cobre.

## Procedimiento

Ensayo de cortocircuito.

Para llevar a cabo el ensayo de cortocircuito en un transformador, deben seguirse los siguientes pasos:
- Descargar el transformador.
- Cortocircuitar los bornes del lado de baja tensión.
- Alimentar desde el lado de alta tensión con una tensión pequeña hasta que la corriente por el lado de baja tensión alcance su valor nominal.
- Medir la tensión, corriente y potencia en el lado de alta tensión. El vatímetro indica las pérdidas debidas a efecto Joule.

## Cálculos
{\displaystyle \mathbf {R_{eq1}} ={\frac {\mathbf {W} }{\mathbf {I} ^{2}}}}
{\displaystyle \mathbf {Z_{eq1}} ={\frac {\mathbf {V} }{\mathbf {I} }}}
{\displaystyle {\mathbf {X_{eq1}} }={\sqrt {\mathbf {Z_{eq1}} ^{2}-\mathbf {R_{eq1}} ^{2}}}}
Donde: 
{\displaystyle \mathbf {W} } son las pérdidas en el cobre medidas con el vatímetro
{\displaystyle \mathbf {V} } es el voltaje aplicado medido con el voltímetro
{\displaystyle \mathbf {I} } es la corriente de entrada medida con el amperímetro
{\displaystyle \mathbf {R_{eq1}} } es la resistencia vista desde el primario
{\displaystyle \mathbf {Z_{eq1}} } es la impedancia total vista desde el primario
{\displaystyle \mathbf {X_{eq1}} } es la reactancia vista desde el primario